# Matija Mažuranić
Matija Mažuranić (Novi Vinodolski, 1817. február 4. – Graz, 1881. április 17.), horvát író, Ivan Mažuranić horvát bán és Antun Mažuranić nyelvész öccse.

## Élete
Szülővárosában német iskolába járt, ahol kovácsmesterséget szerzett. Gyakran utazott Montenegróba, Szerbiába, és több alkalommal Boszniába. 1841-ben ismét Noviban volt, ahol kézművességgel és mezőgazdasággal, de mellette könyvekkel és kulturális kérdésekkel is foglalkozott. 1847-ben Bécsben, 1848-ban pedig ismét Boszniában (Szarajevóban, Serifi Fazli pasa udvarában) tartózkodott. Bosznia és a Kelet mintha ellenállhatatlan erővel vonzotta volna. Szarajevó után még Konstantinápolyba is eljutott (bár a dátumokat nem lehet pontosan meghatározni), és a legendák ma is azt állítják, hogy járt Szuezben és Egyiptomban is. 1852-ben minden bizonnyal ismét Noviban volt, és ott élt egészen 1879-es betegségéig. Prominens üzletember és szülővárosának gazdag polgára volt, de a sors megnehezítette utolsó éveit. Ő azt tervezte, hogy átadja magát a nyugdíjas életnek és az alázatos munkának, azonban az elmebaj tünetei kezdtek megjelenni rajta. Végül a híres orvos, Richard von Krafft-Ebing Graz melletti szanatóriumában halt meg 1881. április 17-én.

## Irodalmi munkássága
Íróként „Pogled u Bosnu” című útleírásával lett ismert, mely a horvát irodalom első teljes útleírása. 1839-es boszniai utazásai során (Károlyvároson, Sziszeken, Kostajnicán és Belgrádon át, gyalog és lóval ment Szarajevóba, majd Travnikba, Románián át egészen Zvornikig) Mažuranić írt egy darabot, egy beszámolót a látottakról és a tapasztaltakról, amely kalandként és valósághű ábrázolásként is olvasható. Az útleírás ötvözi a szerző nézeteit az oszmán törökök és a bosnyákok kapcsolatairól, az iszlámról és a kereszténységről, a mindennapi élet szokásairól, az agák és pasák udvarainak képeivel színesítve, de szól a népi kiskocsmákról, a mindennapi életről való elmélkedésekkel, valamint a szerelemről és halálról.

## Főbb művei
- Pogled u Bosnu, ili kratak put u onu krajinu, učinjen 1839—40. po jednom domorodcu, Zagreb, 1842.
- Izabrana djela (Válogatott munkák), PSHK, knj. 32, Zagreb, 1965.

## Fordítás
Ez a szócikk részben vagy egészben  a   Matija Mažuranić című horvát Wikipédia-szócikk ezen változatának fordításán alapul.  Az eredeti cikk szerkesztőit annak laptörténete sorolja fel. Ez a jelzés csupán a megfogalmazás eredetét és a szerzői jogokat jelzi, nem szolgál a cikkben szereplő információk forrásmegjelöléseként.